# Pallavadynastie

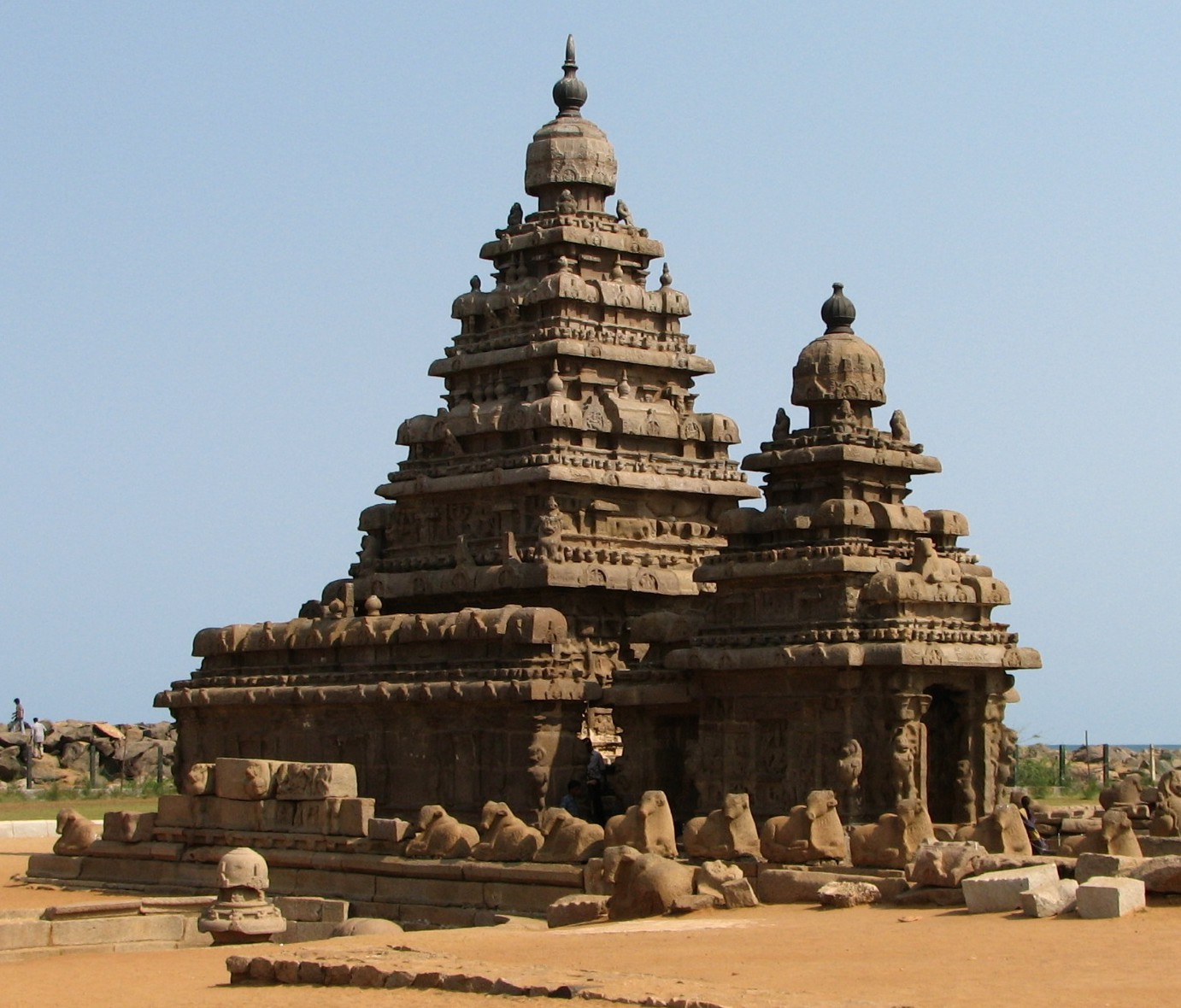
Tempel uit de Pallava-tijd in Mamallapuram.

De Pallava's (Tamil: பல்லவர்) waren een dynastie in Zuid-India die een gelijknamig rijk bestuurden van de 4e tot de 9e eeuw. Oorspronkelijk waren de Pallava's vazallen van de Satavahana's, die vanuit Andhra Centraal-India bestuurden; maar na het verval van het Satavahanarijk werden de Pallava's zelfstandig. Vanaf de 4e eeuw regeerden ze vanuit Kanchipuram. Het Pallavarijk domineerde zo'n zes eeuwen lang het noorden van Tamil Nadu en zuiden van Andhra, om tijdens de regeringen van Mahendravarman I (571 - 630) en Narasimhavarman I (630 - 668) zijn grootste omvang te bereiken.
De Pallava's waren constant in conflict met de Chalukya's van Badami in het noorden en de Tamildynasties van de Chola's en Pandya's in het zuiden. In de 8e eeuw werden ze uiteindelijk verslagen door de Chola's.
De Pallava's zijn bekend om hun vroege Dravidische architectuur, waarvan de beste voorbeelden te zien zijn in Mahabalipuram. De Chinese reiziger Xuanzang bezocht Kanchipuram in de 7e eeuw en beschreef de Pallava-heersers als goedaardig.
Volgens sommige bronnen was Bodidharma, de stichter van het zenboeddhisme in China oorspronkelijk een prins van de Pallava-dynastie. Hij zou een tijdgenoot zijn geweest van de Pallava-koningen Skandavarman IV en Nandivarman I, en de zoon van Simhavarman II.